# Je sais que la terre est plate
Albums de Raphael
Une nuit au Châtelet
(2007) Pacific 231
(2010)
Je sais que la terre est plate est le quatrième album studio de Raphael. Il est paru en France le 17 mars 2008.  L'édition limitée est accompagnée d'un DVD de 25 minutes.

## Liste des titres
| No  | Titre                           | Paroles                         | Musique                          | Durée |
| --- | ------------------------------- | ------------------------------- | -------------------------------- | ----- |
| 1.  | Le Vent de l'hiver              | Raphael Haroche                 | Raphael Haroche                  | 3:28  |
| 2.  | Je sais que la Terre est plate  | Raphael Haroche                 | Raphael Haroche                  | 2:29  |
| 3.  | Adieu Haïti (en duo avec Toots) | Raphael Haroche                 | Raphael Haroche                  | 3:02  |
| 4.  | Le Petit Train                  | Raphael Haroche                 | Raphael Haroche                  | 3:17  |
| 5.  | Sixième étage                   | Raphael Haroche                 | Raphael Haroche                  | 3:22  |
| 6.  | La Jonque                       | Boris Bergman                   | Raphael Haroche                  | 3:05  |
| 7.  | Quand c'est toi qui conduis     | Raphael Haroche                 | Raphael Haroche                  | 3:06  |
| 8.  | Concordia                       | Gérard Manset                   | Raphael Haroche - Stephan Eicher | 3:19  |
| 9.  | Tess                            | Raphael Haroche                 | Raphael Haroche                  | 3:36  |
| 10. | Les Limites du monde            | Boris Abramov - Raphael Haroche | Raphael Haroche                  | 3:17  |
| 11. | Transsibérien                   |                                 | Raphael Haroche                  | 3:02  |

## Classements
| Pays                   | Meilleure position | Entrée       | Sortie          |
| ---------------------- | ------------------ | ------------ | --------------- |
| France                 | 1                  | 22 mars 2008 | 6 février 2010  |
| Belgique (Francophone) | 2                  | 29 mars 2008 | 6 décembre 2008 |
| Belgique (Flandre)     | 79                 | 5 avril 2008 | 12 avril 2008   |
| Suisse                 | 3                  | 30 mars 2008 | 27 juillet 2008 |